# (55636) 2002 TX300
(55636) 2002 TX300 é um cubewano transneptuniano no exterior do Sistema Solar que se encontra a cerca de 43,1 UA do Sol. Descobriu-se que o (55636) 2002 TX300 estava numa placa de 27 de agosto de 1954 e foi visto novamente em 1990, 1991 e 1995.
(55636) 2002 TX300 possui uma magnitude absoluta de 3,3 e tem um diâmetro estimado em 286 km. Com esse tamanho ele é pouco provável que seja um planeta anão, apesar do astrônomo Mike Brown lista-lo como um possível planeta anão. (55636) 2002 TX300 é classificado como um clássico objeto da Cintura de Kuiper. Ele faz parte da Família Haumea e segue uma órbita muito semelhante à de Haumea: altamente inclinada (26 °), moderadamente excêntrica (e ~ 0,12) e longe de Netuno (periélio em ~ 37 UA).

## Descoberta
(55636) 2002 TX300 foi descoberto no dia 15 de outubro de 2002 pelo programa NEAT que é gerenciado pelo Laboratório de Propulsão a Jato da NASA em Pasadena, Califórnia.

## Órbita
A órbita de (55636) 2002 TX300 tem uma excentricidade de 0,121 e possui um semieixo maior de 43,159 UA. O seu periélio leva o mesmo a uma distância de 37,917 UA em relação ao Sol e seu afélio a 48,400 UA.